# Centro Sportivo Giacinto Facchetti
Il Centro Sportivo Giacinto Facchetti, noto anche come KONAMI Youth Development Centre in memory of Giacinto Facchetti per ragioni di sponsorizzazione, o semplicemente come Interello, è un centro sportivo di Milano. La struttura ospita gli allenamenti della prima squadra femminile e di tutte le formazioni del settore giovanile, sia maschili che femminili, dell'Inter.
Il centro sportivo si trova in via Camillo Sbarbaro, all'interno del Parco Nord di Milano tra i quartieri di Affori e Niguarda.

## Storia
L'impianto, intitolato a Giacinto Facchetti nel 2006, ha assunto la denominazione di Suning Youth Development Centre in memory of Giacinto Facchetti nel dicembre 2016, in seguito alla cessione dei diritti di denominazione al gruppo cinese Suning, già azionista di maggioranza del club nerazzurro. Nel 2022 sono iniziati i lavori di ammodernamento del centro sportivo: in particolare è stato sostituito il sistema manto del campo principale (il cosiddetto campo "Tribuna"), che è diventato un campo completamente in erba sintetica, ottenendo l'omologazione LND e la certificazione della FIFA.
Nello stesso anno il centro sportivo ha cambiato denominazione in KONAMI Youth Development Centre in memory of Giacinto Facchetti, in seguito all'accordo siglato con la società giapponese Konami.

## Struttura
Il centro sportivo comprende:
- sei campi da gioco, tutti in erba sintetica;
- un campo in erba naturale per l'allenamento dei portieri;
- un campo di dimensioni ridotte in erba naturale per il recupero degli infortunati;
- un campo di dimensioni ridotte con pareti che impediscono l'uscita della palla (cosiddetto "gabbia");
- una foresteria;
- una palestra attrezzata;
- una sala medica;
- dieci spogliatoi;
- una clubhouse;
- magazzini e uffici.

## Utilizzo
La struttura è utilizzata in maniera continuativa per gli allenamenti della prima squadra femminile dell'Inter e di tutte le formazioni del settore giovanile interista, sia maschili che femminili. Quest'ultime disputano gli incontri ufficiali casalinghi proprio all'interno del centro sportivo; la prima squadra femminile, dopo aver disputato le partite casalinghe nella struttura dal 2020 al 2022, si è trasferita dapprima allo Stadio Ernesto Breda di Sesto San Giovanni e poi all'Arena Civica di Milano.